# 马马坎 (俄罗斯)
马马坎（羅馬化：Mamakan）是俄罗斯伊尔库茨克州的工人村（市级镇），属博代博区，位于勒拿河流域内马马坎河注入维季姆河处，在区行政中心博代博西偏南、州府伊尔库茨克东北方。
该地2021年人口有1,427人；2010年人口2,068；2002年人口2,288；1989年人口3,280。